# Ђанандреа (Мачерата)
Ђанандреа (итал. Giannandrea) насеље је у Италији у округу Мачерата, региону Марке.
Према процени из 2011. у насељу је живело 21 становника. Насеље се налази на надморској висини од 270 м.